# Miguel Bernal Jiménez

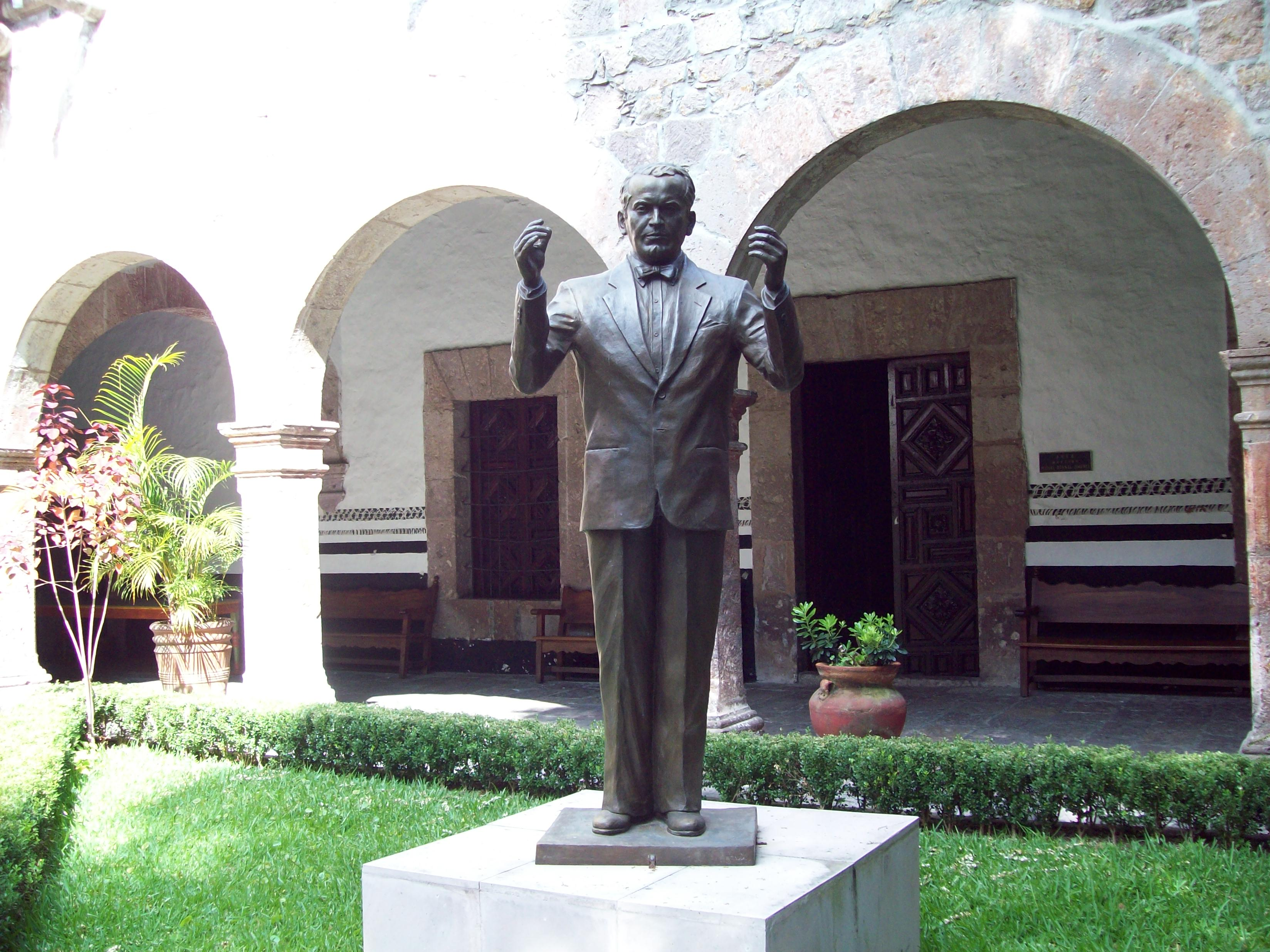
Statue des Miguel Bernal Jiménez im Hof des Conservatorio de las Rosas in Morelia

Miguel Bernal Jiménez (* 16. Februar 1910 in Morelia; † 26. Juli 1956 in León) war ein mexikanischer Komponist, Organist, Pädagoge und Musikwissenschaftler.
Jiménez wird weithin als der wichtigste Vertreter der religiösen Musik Mexikos des 20. Jahrhunderts angesehen. Er leistete darüber hinaus bedeutende Beiträge zur nationalistischen Musikbewegung des Landes und wird als wichtiger Vertreter des nacionalismo sacro (mexikanische Bewegung des „heiligen Nationalismus“) betrachtet.

## Biographie
Bernal Jiménez wurde zur Zeit der mexikanischen Revolution geboren. Die musikalische Laufbahn begann im Alter von sieben Jahren als Chorknabe. Seine Lehrer Felipe Ruiz Aguilera und Ignacio Mier y Arriaga entdeckten sein Talent. Mit deren Empfehlung und der Hilfe des Kanonikers José María Villaseñor, gelang es Bernal Jiménez 1928 zum Päpstlichen Institut für Kirchenmusik in Rom (Pontificium Institutum Musicæ Sacræ) zugelassen zu werden. Dort studierte er Orgel, Kontrapunkt, Fuge, Kompositionslehre, Paläographische Musikwissenschaften, Instrumentierung, Harmonielehre sowie gregorianischen Gesang. Mit nur 23 Jahren verließ Jiménez 1933 das Institut mit einem Doktorgrad in Gregorianischem Gesang, einem Diplom in Kompositionslehre und als Konzertorganist.
Im gleichen Jahr kehrte er nach Mexiko zurück und wurde Direktor der Escuela Superior de Música Sagrada (Hochschule für Kirchenmusik) von Morelia, die er zwanzig Jahre leitete. In seiner Heimatstadt kämpfte er unermüdlich für die Gründung von Schulen, gab Konzerte, organisierte Kurse und hielt Kongresse ab. Er veröffentlichte zahlreiche Bücher, Noten und Schriften zur Kirchenmusik. Ab 1939 publizierte er mit Schola Cantorum die erste regelmäßig erscheinende Musikzeitschrift des Landes mit Schwerpunkt Musikwissenschaft und -pädagogik, eine der wichtigsten mexikanischen Fachpublikationen ihrer Zeit.
1944 gründete und leitete er den Knabenchor Coro de los Niños Cantores de Morelia. 1945 wurde er Direktor des Conservatorio de las Rosas, modernisierte die Lehranstalt und prägte sie bis in die heutige Zeit. Zwischen 1945 und 1946 führte er zahlreiche Orgelkonzerte in den Vereinigten Staaten und Kanada auf.
Miguel Bernal Jiménez war ein wichtiges Mitglied mehrerer sozial engagierter Kreise in Mexiko. Er war mit anderen bekannten Musikern seiner Zeit, darunter Manuel M. Ponce und Silvestre Revueltas befreundet. Auch international war Jiménez anerkannt; viele seiner Werke wurden in Spanien uraufgeführt.
Die letzten Jahre seines Lebens verbrachte er in den USA, wo er bis zu seinem Tode Dekan des College of Music der Loyola University New Orleans war. Bernal Jiménez starb am 26. Juli 1956 bei einem Familienbesuch in Léon an einem Herzinfarkt im Alter von nur 46 Jahren.

## Werke
Der Katalog von Miguel Bernal umfasst 251 Werke, darunter Kirchenmusik und weltliche Musik, symphonische Dramen, Musik, Theater, Sonaten, Symphonien, Messen, Motetten, Hymnen und Weihnachtsliedern.
Sein großes musikalisches Repertoire besteht aus sehr unterschiedlichen Werken. Eines der Bemerkenswertesten ist „Tata Vasco“ (1941), ein symphonisches Drama, welches an den 400. Jahrestag der Ankunft des Erzbischofs von Michoacán, Vasco de Quiroga erinnert, der von der Einheimischen Tarascan Tata Vasco genannt wurde. Die Premiere fand in Madrid  mit Kostümen und Kulissen von Alejandro Rangel Hidalgo statt. Das Werk verbindet die Musik der Urbevölkerung mit gregorianischem Gesang und romantischen Melodien, welche für die jeweiligen Abschnitte der Geschichte stehen.
Bernal komponierte viele seiner Werke auf Wunsch Anderer. „Noche de Morelia“ (1941) entstand auf Wunsch des örtlichen Roten Kreuzes und wurde durch das Matinal Symphonieorchester unter der Leitung seines Gründers Carlos Chávez uraufgeführt. Diese Arbeit steht stellvertretend für viele Bräuche der Menschen in Morelia zu dieser Zeit. Sein Sinfoniegedicht „Mexiko“ (1946), ist eines seiner wichtigsten nationalistisch geprägten Werke und fand die Anerkennung des spanischen Komponisten Joaquín Turina.
In seinem „Concertino para Órgano y Orquesta“ (1949) zeigt er seine eigene Bewunderung für die großen Komponisten des  Barock und der klassischen Musik, deren Einfluss in seinen früheren Werken wenig zum Ausdruck kommt. Bernal Jiménez zeigt sein harmonisches Geschick, indem er die Orgel als Solo-Instrument arrangiert und sie mit einem grandiosen, bombastischen Orchester begleitet. In den beiden ersten Teilen „Mester de Juglares“ und „Mester de Clerecia“ beschreibt das Werk mit musikalischen Mitteln ein mittelalterliches Altarretabel.
„El Chueco“ (1951) gilt als eines der wichtigsten Werke des mexikanischen Balletts des 20. Jahrhunderts. Das Work zeigt eine nationalistische Klangfülle in Form populärer Themen vor einem religiösen Hintergrund. Die Uraufführung fand 1951 im Palacio de Bellas Artes Palast der Schönen Künste in Mexiko-Stadt. Bernal Jiménez dirigierte das Mexikanische Symphonieorchester selbst.
Seine „Sinfonia Hidalgo“ (1953) wurde von der „Universidad Michoacana de San Nicolás de Hidalgo“ bestellt vom Mexikanischen Symphonieorchester im „Teatro Ocampo“ von Morelia uraufgeführt.

### Stil und Einflüsse
Nicht zuletzt aufgrund seiner Geburt zu Beginn der Mexikanischen Revolution, sind die Werke von Miguel Bernal Jiménez deutlich nationalistisch gefärbt. Die Kombination aus religiöser Erziehung, Hingabe zum Katholizismus und Nationalismus,  machte ihn zum Leiter der Bewegung „Nacionalismo Sacro“ (Heiliger Nationalismus), ein Produkt des Motu proprio, das 1903 Papst Pius X. veröffentlicht hatte. Dieses Dokument förderte die Vermischung der traditionellen Kirchenmusik mit regionalen Elementen. Dies, zusammen mit der religiösen Toleranz, die eine Folge der Neuregelung der Beziehungen zwischen der Kirche und dem mexikanischen Staat nach der „Guerra Cristera“ war, definiert den Stil des Musikers, der den größten Einfluss auf die zeitgenössische mexikanischen Musik hatte.
Miguel Bernal Jiménez verteidigte die Nutzung innovativer Tendenzen in der religiösen Musik um ihren Vorrang als heilige Kunst dem Profanen zu stellen. Sein Musikstil ist eklektisch, Musik die beabsichtigt, die alle Elemente Mexikos einzubinden und gleichzeitig deren Realität aufzuzeigen.
Seine Musik weist auch gemeinsame Elemente mit anderen nationalistischen Komponisten dieser Zeit, wie Manuel María Ponce auf. Die Musik greift Themen aus volkstümlichen Traditionen, Arbeiterliedern, religiösen Wahlsprüchen und Melodien in politischem Kontext auf.
Zwar harmonisch, unterliegt seine Musik einem deutlich konservativen Grundton. Er zeigt die Einflüsse jenes pan-modalen Stils in der Tradition der katholischen Kirche des zwanzigsten Jahrhunderts, zusammen mit Elementen von Debussy und anderen Komponisten, die gut zusammen wirken. „Tres Cartas de Mexico“, zum Beispiel, zitiert Debussys Nocturnes für Orchester.

## Bibliographie
- Lorena Díaz Nuñez: Como un eco lejano... La vida de Miguel Bernal Jiménez. Consejo Nacional para la Cultura y las Artes, CENIDIM, Mexico 2003 (spanisch).
- Lorena Díaz Nuñez: Miguel Bernal Jiménez. Catálogo y otras fuentes documentales. Consejo Nacional para la Cultura y las Artes, CENIDIM, Mexico 2000 (spanisch).
- Luis Jaime Cortez: Tabiques rotos: siete ensayos musicológicos. Centro Nacional de Investigación, Documentación e Información Musical Carlos Chávez, Mexico 1985 (spanisch).
- José Antonio Alcaraz: ...en una música estelar,. Instituto Nacional de las Bellas Artes, Secretaría de Educación Pública, CENIDIM, Mexico 1985 (spanisch).
- Jesús Bal y Gay, Carlos Chávez, Blas Galindo, Rodolfo Halffter, J. Pablo Moncayo, Adolfo Salazar, Luis Sandi et al.: Nuestra música (Reimpresión facsimilar). Consejo Nacional para la Cultura y las Artes, CENIDIM, Mexico 1992 (spanisch).